# Erich Zepler
Erich Ernst Zepler (Herford, 27 gennaio 1898 – Southampton, 13 maggio 1980) è stato un fisico e compositore di scacchi tedesco naturalizzato britannico.

## Biografia
Studiò alle università di Berlino e di Bonn e si laureò in fisica all'università di Würzburg. Trovò impiego presso la Telefunken   e dopo poco tempo diventò direttore dei laboratori di ricerca della Telefunken a Würzburg sui radioricevitori. Essendo di famiglia ebraica, nel 1935 lasciò la Germania e si trasferì in Inghilterra. Cambiò nome da "Erich Ernst" a "Eric Ernest" e fu assunto dalla società inglese Marconi Company. Molti apparecchi radio usati durante la seconda guerra mondiale sia dai tedeschi che dagli inglesi, in particolare quelli installati sugli aerei della Luftwaffe e della Royal Air Force, furono di sua progettazione.
Dal 1941 al 1943 Eric Zepler insegnò al University College di Southampton (oggi Università di Southampton), poi lavorò per tre anni al Cavendish Laboratory dell'Università di Cambridge. Nel 1947 tornò a Southampton, dove fondò il Department of Electronics, uno dei primi al mondo esclusivamente dedicati all'elettronica. Nel 1949 il college istituì  appositamente per lui la cattedra di elettronica. Nel 1959 e 1960 fu presidente della British Institution of Radio Engineers (IRE).
Dopo la sua morte l'università di Southampton gli intitolò il dipartimento di elettronica, che ancora oggi si chiama Zepler Building. Zepler scrisse diversi libri e articoli scientifici sulla progettazione e produzione di apparecchi radio, il più noto dei quali è The Technique of Radio Design (John Wiley and Sons, New York, 1943), che ebbe numerose edizioni e rimase per vent'anni il testo di riferimento per la costruzione di apparecchi radioriceventi e radiotrasmittenti.

## Compositore di scacchi
Erich Zepler è stato anche un grande problemista, uno dei maggiori esponenti della Scuola logica di composizione.

Compose molti problemi in collaborazione con Ado Kraemer, con il quale scrisse anche due libri: Im Banne des Schachproblems (Berlino, 1951) e Problemkunst im 20. Jahrehundert  (Berlino, 1957).
Ottenne i titoli di Giudice internazionale per la composizione (1956) e di Maestro internazionale della composizione (1973).
|   | a | b | c | d | e | f | g | h |   |
| 8 | a7 pedone del nero · c7 pedone del nero · f7 alfiere del bianco · c5 donna del bianco · d5 pedone del nero · e5 pedone del nero · f5 re del nero · h5 cavallo del bianco · e4 cavallo del bianco · h4 pedone del bianco · h3 pedone del bianco · f2 pedone del nero · g2 pedone del bianco · b1 alfiere del nero · c1 re del bianco · f1 cavallo del nero · h1 cavallo del nero | a7 pedone del nero · c7 pedone del nero · f7 alfiere del bianco · c5 donna del bianco · d5 pedone del nero · e5 pedone del nero · f5 re del nero · h5 cavallo del bianco · e4 cavallo del bianco · h4 pedone del bianco · h3 pedone del bianco · f2 pedone del nero · g2 pedone del bianco · b1 alfiere del nero · c1 re del bianco · f1 cavallo del nero · h1 cavallo del nero | a7 pedone del nero · c7 pedone del nero · f7 alfiere del bianco · c5 donna del bianco · d5 pedone del nero · e5 pedone del nero · f5 re del nero · h5 cavallo del bianco · e4 cavallo del bianco · h4 pedone del bianco · h3 pedone del bianco · f2 pedone del nero · g2 pedone del bianco · b1 alfiere del nero · c1 re del bianco · f1 cavallo del nero · h1 cavallo del nero | a7 pedone del nero · c7 pedone del nero · f7 alfiere del bianco · c5 donna del bianco · d5 pedone del nero · e5 pedone del nero · f5 re del nero · h5 cavallo del bianco · e4 cavallo del bianco · h4 pedone del bianco · h3 pedone del bianco · f2 pedone del nero · g2 pedone del bianco · b1 alfiere del nero · c1 re del bianco · f1 cavallo del nero · h1 cavallo del nero | a7 pedone del nero · c7 pedone del nero · f7 alfiere del bianco · c5 donna del bianco · d5 pedone del nero · e5 pedone del nero · f5 re del nero · h5 cavallo del bianco · e4 cavallo del bianco · h4 pedone del bianco · h3 pedone del bianco · f2 pedone del nero · g2 pedone del bianco · b1 alfiere del nero · c1 re del bianco · f1 cavallo del nero · h1 cavallo del nero | a7 pedone del nero · c7 pedone del nero · f7 alfiere del bianco · c5 donna del bianco · d5 pedone del nero · e5 pedone del nero · f5 re del nero · h5 cavallo del bianco · e4 cavallo del bianco · h4 pedone del bianco · h3 pedone del bianco · f2 pedone del nero · g2 pedone del bianco · b1 alfiere del nero · c1 re del bianco · f1 cavallo del nero · h1 cavallo del nero | a7 pedone del nero · c7 pedone del nero · f7 alfiere del bianco · c5 donna del bianco · d5 pedone del nero · e5 pedone del nero · f5 re del nero · h5 cavallo del bianco · e4 cavallo del bianco · h4 pedone del bianco · h3 pedone del bianco · f2 pedone del nero · g2 pedone del bianco · b1 alfiere del nero · c1 re del bianco · f1 cavallo del nero · h1 cavallo del nero | a7 pedone del nero · c7 pedone del nero · f7 alfiere del bianco · c5 donna del bianco · d5 pedone del nero · e5 pedone del nero · f5 re del nero · h5 cavallo del bianco · e4 cavallo del bianco · h4 pedone del bianco · h3 pedone del bianco · f2 pedone del nero · g2 pedone del bianco · b1 alfiere del nero · c1 re del bianco · f1 cavallo del nero · h1 cavallo del nero | 8 |
| 7 | a7 pedone del nero · c7 pedone del nero · f7 alfiere del bianco · c5 donna del bianco · d5 pedone del nero · e5 pedone del nero · f5 re del nero · h5 cavallo del bianco · e4 cavallo del bianco · h4 pedone del bianco · h3 pedone del bianco · f2 pedone del nero · g2 pedone del bianco · b1 alfiere del nero · c1 re del bianco · f1 cavallo del nero · h1 cavallo del nero | a7 pedone del nero · c7 pedone del nero · f7 alfiere del bianco · c5 donna del bianco · d5 pedone del nero · e5 pedone del nero · f5 re del nero · h5 cavallo del bianco · e4 cavallo del bianco · h4 pedone del bianco · h3 pedone del bianco · f2 pedone del nero · g2 pedone del bianco · b1 alfiere del nero · c1 re del bianco · f1 cavallo del nero · h1 cavallo del nero | a7 pedone del nero · c7 pedone del nero · f7 alfiere del bianco · c5 donna del bianco · d5 pedone del nero · e5 pedone del nero · f5 re del nero · h5 cavallo del bianco · e4 cavallo del bianco · h4 pedone del bianco · h3 pedone del bianco · f2 pedone del nero · g2 pedone del bianco · b1 alfiere del nero · c1 re del bianco · f1 cavallo del nero · h1 cavallo del nero | a7 pedone del nero · c7 pedone del nero · f7 alfiere del bianco · c5 donna del bianco · d5 pedone del nero · e5 pedone del nero · f5 re del nero · h5 cavallo del bianco · e4 cavallo del bianco · h4 pedone del bianco · h3 pedone del bianco · f2 pedone del nero · g2 pedone del bianco · b1 alfiere del nero · c1 re del bianco · f1 cavallo del nero · h1 cavallo del nero | a7 pedone del nero · c7 pedone del nero · f7 alfiere del bianco · c5 donna del bianco · d5 pedone del nero · e5 pedone del nero · f5 re del nero · h5 cavallo del bianco · e4 cavallo del bianco · h4 pedone del bianco · h3 pedone del bianco · f2 pedone del nero · g2 pedone del bianco · b1 alfiere del nero · c1 re del bianco · f1 cavallo del nero · h1 cavallo del nero | a7 pedone del nero · c7 pedone del nero · f7 alfiere del bianco · c5 donna del bianco · d5 pedone del nero · e5 pedone del nero · f5 re del nero · h5 cavallo del bianco · e4 cavallo del bianco · h4 pedone del bianco · h3 pedone del bianco · f2 pedone del nero · g2 pedone del bianco · b1 alfiere del nero · c1 re del bianco · f1 cavallo del nero · h1 cavallo del nero | a7 pedone del nero · c7 pedone del nero · f7 alfiere del bianco · c5 donna del bianco · d5 pedone del nero · e5 pedone del nero · f5 re del nero · h5 cavallo del bianco · e4 cavallo del bianco · h4 pedone del bianco · h3 pedone del bianco · f2 pedone del nero · g2 pedone del bianco · b1 alfiere del nero · c1 re del bianco · f1 cavallo del nero · h1 cavallo del nero | a7 pedone del nero · c7 pedone del nero · f7 alfiere del bianco · c5 donna del bianco · d5 pedone del nero · e5 pedone del nero · f5 re del nero · h5 cavallo del bianco · e4 cavallo del bianco · h4 pedone del bianco · h3 pedone del bianco · f2 pedone del nero · g2 pedone del bianco · b1 alfiere del nero · c1 re del bianco · f1 cavallo del nero · h1 cavallo del nero | 7 |
| 6 | a7 pedone del nero · c7 pedone del nero · f7 alfiere del bianco · c5 donna del bianco · d5 pedone del nero · e5 pedone del nero · f5 re del nero · h5 cavallo del bianco · e4 cavallo del bianco · h4 pedone del bianco · h3 pedone del bianco · f2 pedone del nero · g2 pedone del bianco · b1 alfiere del nero · c1 re del bianco · f1 cavallo del nero · h1 cavallo del nero | a7 pedone del nero · c7 pedone del nero · f7 alfiere del bianco · c5 donna del bianco · d5 pedone del nero · e5 pedone del nero · f5 re del nero · h5 cavallo del bianco · e4 cavallo del bianco · h4 pedone del bianco · h3 pedone del bianco · f2 pedone del nero · g2 pedone del bianco · b1 alfiere del nero · c1 re del bianco · f1 cavallo del nero · h1 cavallo del nero | a7 pedone del nero · c7 pedone del nero · f7 alfiere del bianco · c5 donna del bianco · d5 pedone del nero · e5 pedone del nero · f5 re del nero · h5 cavallo del bianco · e4 cavallo del bianco · h4 pedone del bianco · h3 pedone del bianco · f2 pedone del nero · g2 pedone del bianco · b1 alfiere del nero · c1 re del bianco · f1 cavallo del nero · h1 cavallo del nero | a7 pedone del nero · c7 pedone del nero · f7 alfiere del bianco · c5 donna del bianco · d5 pedone del nero · e5 pedone del nero · f5 re del nero · h5 cavallo del bianco · e4 cavallo del bianco · h4 pedone del bianco · h3 pedone del bianco · f2 pedone del nero · g2 pedone del bianco · b1 alfiere del nero · c1 re del bianco · f1 cavallo del nero · h1 cavallo del nero | a7 pedone del nero · c7 pedone del nero · f7 alfiere del bianco · c5 donna del bianco · d5 pedone del nero · e5 pedone del nero · f5 re del nero · h5 cavallo del bianco · e4 cavallo del bianco · h4 pedone del bianco · h3 pedone del bianco · f2 pedone del nero · g2 pedone del bianco · b1 alfiere del nero · c1 re del bianco · f1 cavallo del nero · h1 cavallo del nero | a7 pedone del nero · c7 pedone del nero · f7 alfiere del bianco · c5 donna del bianco · d5 pedone del nero · e5 pedone del nero · f5 re del nero · h5 cavallo del bianco · e4 cavallo del bianco · h4 pedone del bianco · h3 pedone del bianco · f2 pedone del nero · g2 pedone del bianco · b1 alfiere del nero · c1 re del bianco · f1 cavallo del nero · h1 cavallo del nero | a7 pedone del nero · c7 pedone del nero · f7 alfiere del bianco · c5 donna del bianco · d5 pedone del nero · e5 pedone del nero · f5 re del nero · h5 cavallo del bianco · e4 cavallo del bianco · h4 pedone del bianco · h3 pedone del bianco · f2 pedone del nero · g2 pedone del bianco · b1 alfiere del nero · c1 re del bianco · f1 cavallo del nero · h1 cavallo del nero | a7 pedone del nero · c7 pedone del nero · f7 alfiere del bianco · c5 donna del bianco · d5 pedone del nero · e5 pedone del nero · f5 re del nero · h5 cavallo del bianco · e4 cavallo del bianco · h4 pedone del bianco · h3 pedone del bianco · f2 pedone del nero · g2 pedone del bianco · b1 alfiere del nero · c1 re del bianco · f1 cavallo del nero · h1 cavallo del nero | 6 |
| 5 | a7 pedone del nero · c7 pedone del nero · f7 alfiere del bianco · c5 donna del bianco · d5 pedone del nero · e5 pedone del nero · f5 re del nero · h5 cavallo del bianco · e4 cavallo del bianco · h4 pedone del bianco · h3 pedone del bianco · f2 pedone del nero · g2 pedone del bianco · b1 alfiere del nero · c1 re del bianco · f1 cavallo del nero · h1 cavallo del nero | a7 pedone del nero · c7 pedone del nero · f7 alfiere del bianco · c5 donna del bianco · d5 pedone del nero · e5 pedone del nero · f5 re del nero · h5 cavallo del bianco · e4 cavallo del bianco · h4 pedone del bianco · h3 pedone del bianco · f2 pedone del nero · g2 pedone del bianco · b1 alfiere del nero · c1 re del bianco · f1 cavallo del nero · h1 cavallo del nero | a7 pedone del nero · c7 pedone del nero · f7 alfiere del bianco · c5 donna del bianco · d5 pedone del nero · e5 pedone del nero · f5 re del nero · h5 cavallo del bianco · e4 cavallo del bianco · h4 pedone del bianco · h3 pedone del bianco · f2 pedone del nero · g2 pedone del bianco · b1 alfiere del nero · c1 re del bianco · f1 cavallo del nero · h1 cavallo del nero | a7 pedone del nero · c7 pedone del nero · f7 alfiere del bianco · c5 donna del bianco · d5 pedone del nero · e5 pedone del nero · f5 re del nero · h5 cavallo del bianco · e4 cavallo del bianco · h4 pedone del bianco · h3 pedone del bianco · f2 pedone del nero · g2 pedone del bianco · b1 alfiere del nero · c1 re del bianco · f1 cavallo del nero · h1 cavallo del nero | a7 pedone del nero · c7 pedone del nero · f7 alfiere del bianco · c5 donna del bianco · d5 pedone del nero · e5 pedone del nero · f5 re del nero · h5 cavallo del bianco · e4 cavallo del bianco · h4 pedone del bianco · h3 pedone del bianco · f2 pedone del nero · g2 pedone del bianco · b1 alfiere del nero · c1 re del bianco · f1 cavallo del nero · h1 cavallo del nero | a7 pedone del nero · c7 pedone del nero · f7 alfiere del bianco · c5 donna del bianco · d5 pedone del nero · e5 pedone del nero · f5 re del nero · h5 cavallo del bianco · e4 cavallo del bianco · h4 pedone del bianco · h3 pedone del bianco · f2 pedone del nero · g2 pedone del bianco · b1 alfiere del nero · c1 re del bianco · f1 cavallo del nero · h1 cavallo del nero | a7 pedone del nero · c7 pedone del nero · f7 alfiere del bianco · c5 donna del bianco · d5 pedone del nero · e5 pedone del nero · f5 re del nero · h5 cavallo del bianco · e4 cavallo del bianco · h4 pedone del bianco · h3 pedone del bianco · f2 pedone del nero · g2 pedone del bianco · b1 alfiere del nero · c1 re del bianco · f1 cavallo del nero · h1 cavallo del nero | a7 pedone del nero · c7 pedone del nero · f7 alfiere del bianco · c5 donna del bianco · d5 pedone del nero · e5 pedone del nero · f5 re del nero · h5 cavallo del bianco · e4 cavallo del bianco · h4 pedone del bianco · h3 pedone del bianco · f2 pedone del nero · g2 pedone del bianco · b1 alfiere del nero · c1 re del bianco · f1 cavallo del nero · h1 cavallo del nero | 5 |
| 4 | a7 pedone del nero · c7 pedone del nero · f7 alfiere del bianco · c5 donna del bianco · d5 pedone del nero · e5 pedone del nero · f5 re del nero · h5 cavallo del bianco · e4 cavallo del bianco · h4 pedone del bianco · h3 pedone del bianco · f2 pedone del nero · g2 pedone del bianco · b1 alfiere del nero · c1 re del bianco · f1 cavallo del nero · h1 cavallo del nero | a7 pedone del nero · c7 pedone del nero · f7 alfiere del bianco · c5 donna del bianco · d5 pedone del nero · e5 pedone del nero · f5 re del nero · h5 cavallo del bianco · e4 cavallo del bianco · h4 pedone del bianco · h3 pedone del bianco · f2 pedone del nero · g2 pedone del bianco · b1 alfiere del nero · c1 re del bianco · f1 cavallo del nero · h1 cavallo del nero | a7 pedone del nero · c7 pedone del nero · f7 alfiere del bianco · c5 donna del bianco · d5 pedone del nero · e5 pedone del nero · f5 re del nero · h5 cavallo del bianco · e4 cavallo del bianco · h4 pedone del bianco · h3 pedone del bianco · f2 pedone del nero · g2 pedone del bianco · b1 alfiere del nero · c1 re del bianco · f1 cavallo del nero · h1 cavallo del nero | a7 pedone del nero · c7 pedone del nero · f7 alfiere del bianco · c5 donna del bianco · d5 pedone del nero · e5 pedone del nero · f5 re del nero · h5 cavallo del bianco · e4 cavallo del bianco · h4 pedone del bianco · h3 pedone del bianco · f2 pedone del nero · g2 pedone del bianco · b1 alfiere del nero · c1 re del bianco · f1 cavallo del nero · h1 cavallo del nero | a7 pedone del nero · c7 pedone del nero · f7 alfiere del bianco · c5 donna del bianco · d5 pedone del nero · e5 pedone del nero · f5 re del nero · h5 cavallo del bianco · e4 cavallo del bianco · h4 pedone del bianco · h3 pedone del bianco · f2 pedone del nero · g2 pedone del bianco · b1 alfiere del nero · c1 re del bianco · f1 cavallo del nero · h1 cavallo del nero | a7 pedone del nero · c7 pedone del nero · f7 alfiere del bianco · c5 donna del bianco · d5 pedone del nero · e5 pedone del nero · f5 re del nero · h5 cavallo del bianco · e4 cavallo del bianco · h4 pedone del bianco · h3 pedone del bianco · f2 pedone del nero · g2 pedone del bianco · b1 alfiere del nero · c1 re del bianco · f1 cavallo del nero · h1 cavallo del nero | a7 pedone del nero · c7 pedone del nero · f7 alfiere del bianco · c5 donna del bianco · d5 pedone del nero · e5 pedone del nero · f5 re del nero · h5 cavallo del bianco · e4 cavallo del bianco · h4 pedone del bianco · h3 pedone del bianco · f2 pedone del nero · g2 pedone del bianco · b1 alfiere del nero · c1 re del bianco · f1 cavallo del nero · h1 cavallo del nero | a7 pedone del nero · c7 pedone del nero · f7 alfiere del bianco · c5 donna del bianco · d5 pedone del nero · e5 pedone del nero · f5 re del nero · h5 cavallo del bianco · e4 cavallo del bianco · h4 pedone del bianco · h3 pedone del bianco · f2 pedone del nero · g2 pedone del bianco · b1 alfiere del nero · c1 re del bianco · f1 cavallo del nero · h1 cavallo del nero | 4 |
| 3 | a7 pedone del nero · c7 pedone del nero · f7 alfiere del bianco · c5 donna del bianco · d5 pedone del nero · e5 pedone del nero · f5 re del nero · h5 cavallo del bianco · e4 cavallo del bianco · h4 pedone del bianco · h3 pedone del bianco · f2 pedone del nero · g2 pedone del bianco · b1 alfiere del nero · c1 re del bianco · f1 cavallo del nero · h1 cavallo del nero | a7 pedone del nero · c7 pedone del nero · f7 alfiere del bianco · c5 donna del bianco · d5 pedone del nero · e5 pedone del nero · f5 re del nero · h5 cavallo del bianco · e4 cavallo del bianco · h4 pedone del bianco · h3 pedone del bianco · f2 pedone del nero · g2 pedone del bianco · b1 alfiere del nero · c1 re del bianco · f1 cavallo del nero · h1 cavallo del nero | a7 pedone del nero · c7 pedone del nero · f7 alfiere del bianco · c5 donna del bianco · d5 pedone del nero · e5 pedone del nero · f5 re del nero · h5 cavallo del bianco · e4 cavallo del bianco · h4 pedone del bianco · h3 pedone del bianco · f2 pedone del nero · g2 pedone del bianco · b1 alfiere del nero · c1 re del bianco · f1 cavallo del nero · h1 cavallo del nero | a7 pedone del nero · c7 pedone del nero · f7 alfiere del bianco · c5 donna del bianco · d5 pedone del nero · e5 pedone del nero · f5 re del nero · h5 cavallo del bianco · e4 cavallo del bianco · h4 pedone del bianco · h3 pedone del bianco · f2 pedone del nero · g2 pedone del bianco · b1 alfiere del nero · c1 re del bianco · f1 cavallo del nero · h1 cavallo del nero | a7 pedone del nero · c7 pedone del nero · f7 alfiere del bianco · c5 donna del bianco · d5 pedone del nero · e5 pedone del nero · f5 re del nero · h5 cavallo del bianco · e4 cavallo del bianco · h4 pedone del bianco · h3 pedone del bianco · f2 pedone del nero · g2 pedone del bianco · b1 alfiere del nero · c1 re del bianco · f1 cavallo del nero · h1 cavallo del nero | a7 pedone del nero · c7 pedone del nero · f7 alfiere del bianco · c5 donna del bianco · d5 pedone del nero · e5 pedone del nero · f5 re del nero · h5 cavallo del bianco · e4 cavallo del bianco · h4 pedone del bianco · h3 pedone del bianco · f2 pedone del nero · g2 pedone del bianco · b1 alfiere del nero · c1 re del bianco · f1 cavallo del nero · h1 cavallo del nero | a7 pedone del nero · c7 pedone del nero · f7 alfiere del bianco · c5 donna del bianco · d5 pedone del nero · e5 pedone del nero · f5 re del nero · h5 cavallo del bianco · e4 cavallo del bianco · h4 pedone del bianco · h3 pedone del bianco · f2 pedone del nero · g2 pedone del bianco · b1 alfiere del nero · c1 re del bianco · f1 cavallo del nero · h1 cavallo del nero | a7 pedone del nero · c7 pedone del nero · f7 alfiere del bianco · c5 donna del bianco · d5 pedone del nero · e5 pedone del nero · f5 re del nero · h5 cavallo del bianco · e4 cavallo del bianco · h4 pedone del bianco · h3 pedone del bianco · f2 pedone del nero · g2 pedone del bianco · b1 alfiere del nero · c1 re del bianco · f1 cavallo del nero · h1 cavallo del nero | 3 |
| 2 | a7 pedone del nero · c7 pedone del nero · f7 alfiere del bianco · c5 donna del bianco · d5 pedone del nero · e5 pedone del nero · f5 re del nero · h5 cavallo del bianco · e4 cavallo del bianco · h4 pedone del bianco · h3 pedone del bianco · f2 pedone del nero · g2 pedone del bianco · b1 alfiere del nero · c1 re del bianco · f1 cavallo del nero · h1 cavallo del nero | a7 pedone del nero · c7 pedone del nero · f7 alfiere del bianco · c5 donna del bianco · d5 pedone del nero · e5 pedone del nero · f5 re del nero · h5 cavallo del bianco · e4 cavallo del bianco · h4 pedone del bianco · h3 pedone del bianco · f2 pedone del nero · g2 pedone del bianco · b1 alfiere del nero · c1 re del bianco · f1 cavallo del nero · h1 cavallo del nero | a7 pedone del nero · c7 pedone del nero · f7 alfiere del bianco · c5 donna del bianco · d5 pedone del nero · e5 pedone del nero · f5 re del nero · h5 cavallo del bianco · e4 cavallo del bianco · h4 pedone del bianco · h3 pedone del bianco · f2 pedone del nero · g2 pedone del bianco · b1 alfiere del nero · c1 re del bianco · f1 cavallo del nero · h1 cavallo del nero | a7 pedone del nero · c7 pedone del nero · f7 alfiere del bianco · c5 donna del bianco · d5 pedone del nero · e5 pedone del nero · f5 re del nero · h5 cavallo del bianco · e4 cavallo del bianco · h4 pedone del bianco · h3 pedone del bianco · f2 pedone del nero · g2 pedone del bianco · b1 alfiere del nero · c1 re del bianco · f1 cavallo del nero · h1 cavallo del nero | a7 pedone del nero · c7 pedone del nero · f7 alfiere del bianco · c5 donna del bianco · d5 pedone del nero · e5 pedone del nero · f5 re del nero · h5 cavallo del bianco · e4 cavallo del bianco · h4 pedone del bianco · h3 pedone del bianco · f2 pedone del nero · g2 pedone del bianco · b1 alfiere del nero · c1 re del bianco · f1 cavallo del nero · h1 cavallo del nero | a7 pedone del nero · c7 pedone del nero · f7 alfiere del bianco · c5 donna del bianco · d5 pedone del nero · e5 pedone del nero · f5 re del nero · h5 cavallo del bianco · e4 cavallo del bianco · h4 pedone del bianco · h3 pedone del bianco · f2 pedone del nero · g2 pedone del bianco · b1 alfiere del nero · c1 re del bianco · f1 cavallo del nero · h1 cavallo del nero | a7 pedone del nero · c7 pedone del nero · f7 alfiere del bianco · c5 donna del bianco · d5 pedone del nero · e5 pedone del nero · f5 re del nero · h5 cavallo del bianco · e4 cavallo del bianco · h4 pedone del bianco · h3 pedone del bianco · f2 pedone del nero · g2 pedone del bianco · b1 alfiere del nero · c1 re del bianco · f1 cavallo del nero · h1 cavallo del nero | a7 pedone del nero · c7 pedone del nero · f7 alfiere del bianco · c5 donna del bianco · d5 pedone del nero · e5 pedone del nero · f5 re del nero · h5 cavallo del bianco · e4 cavallo del bianco · h4 pedone del bianco · h3 pedone del bianco · f2 pedone del nero · g2 pedone del bianco · b1 alfiere del nero · c1 re del bianco · f1 cavallo del nero · h1 cavallo del nero | 2 |
| 1 | a7 pedone del nero · c7 pedone del nero · f7 alfiere del bianco · c5 donna del bianco · d5 pedone del nero · e5 pedone del nero · f5 re del nero · h5 cavallo del bianco · e4 cavallo del bianco · h4 pedone del bianco · h3 pedone del bianco · f2 pedone del nero · g2 pedone del bianco · b1 alfiere del nero · c1 re del bianco · f1 cavallo del nero · h1 cavallo del nero | a7 pedone del nero · c7 pedone del nero · f7 alfiere del bianco · c5 donna del bianco · d5 pedone del nero · e5 pedone del nero · f5 re del nero · h5 cavallo del bianco · e4 cavallo del bianco · h4 pedone del bianco · h3 pedone del bianco · f2 pedone del nero · g2 pedone del bianco · b1 alfiere del nero · c1 re del bianco · f1 cavallo del nero · h1 cavallo del nero | a7 pedone del nero · c7 pedone del nero · f7 alfiere del bianco · c5 donna del bianco · d5 pedone del nero · e5 pedone del nero · f5 re del nero · h5 cavallo del bianco · e4 cavallo del bianco · h4 pedone del bianco · h3 pedone del bianco · f2 pedone del nero · g2 pedone del bianco · b1 alfiere del nero · c1 re del bianco · f1 cavallo del nero · h1 cavallo del nero | a7 pedone del nero · c7 pedone del nero · f7 alfiere del bianco · c5 donna del bianco · d5 pedone del nero · e5 pedone del nero · f5 re del nero · h5 cavallo del bianco · e4 cavallo del bianco · h4 pedone del bianco · h3 pedone del bianco · f2 pedone del nero · g2 pedone del bianco · b1 alfiere del nero · c1 re del bianco · f1 cavallo del nero · h1 cavallo del nero | a7 pedone del nero · c7 pedone del nero · f7 alfiere del bianco · c5 donna del bianco · d5 pedone del nero · e5 pedone del nero · f5 re del nero · h5 cavallo del bianco · e4 cavallo del bianco · h4 pedone del bianco · h3 pedone del bianco · f2 pedone del nero · g2 pedone del bianco · b1 alfiere del nero · c1 re del bianco · f1 cavallo del nero · h1 cavallo del nero | a7 pedone del nero · c7 pedone del nero · f7 alfiere del bianco · c5 donna del bianco · d5 pedone del nero · e5 pedone del nero · f5 re del nero · h5 cavallo del bianco · e4 cavallo del bianco · h4 pedone del bianco · h3 pedone del bianco · f2 pedone del nero · g2 pedone del bianco · b1 alfiere del nero · c1 re del bianco · f1 cavallo del nero · h1 cavallo del nero | a7 pedone del nero · c7 pedone del nero · f7 alfiere del bianco · c5 donna del bianco · d5 pedone del nero · e5 pedone del nero · f5 re del nero · h5 cavallo del bianco · e4 cavallo del bianco · h4 pedone del bianco · h3 pedone del bianco · f2 pedone del nero · g2 pedone del bianco · b1 alfiere del nero · c1 re del bianco · f1 cavallo del nero · h1 cavallo del nero | a7 pedone del nero · c7 pedone del nero · f7 alfiere del bianco · c5 donna del bianco · d5 pedone del nero · e5 pedone del nero · f5 re del nero · h5 cavallo del bianco · e4 cavallo del bianco · h4 pedone del bianco · h3 pedone del bianco · f2 pedone del nero · g2 pedone del bianco · b1 alfiere del nero · c1 re del bianco · f1 cavallo del nero · h1 cavallo del nero | 1 |
|   | a | b | c | d | e | f | g | h |   |

Soluzione:
1. Rb2!  zugzwang
1... Axe4/dxe4  3. g4#

1... Cfg3  2. De3 Axe4  3. Dg5#

  (2... f1=D  3. Cg7#)

1... Ad3  2. g4+ Rxe4  3. Axd5#

1... Ac2  2. Dxc2 dxe4  3. g4#

1... Aa2  2. Dc2 Ch2  3. Cg3#

1... d4  2. Dc6 Ch2  3. Ag6#

|   | a | b | c | d | e | f | g | h |   |
| 8 | f7 pedone del bianco · d6 alfiere del nero · a5 pedone del nero · d5 alfiere del bianco · f5 re del bianco · a4 re del nero · c4 cavallo del bianco · f4 pedone del bianco · g4 donna del bianco · a3 pedone del nero · e3 pedone del bianco · a2 cavallo del bianco | f7 pedone del bianco · d6 alfiere del nero · a5 pedone del nero · d5 alfiere del bianco · f5 re del bianco · a4 re del nero · c4 cavallo del bianco · f4 pedone del bianco · g4 donna del bianco · a3 pedone del nero · e3 pedone del bianco · a2 cavallo del bianco | f7 pedone del bianco · d6 alfiere del nero · a5 pedone del nero · d5 alfiere del bianco · f5 re del bianco · a4 re del nero · c4 cavallo del bianco · f4 pedone del bianco · g4 donna del bianco · a3 pedone del nero · e3 pedone del bianco · a2 cavallo del bianco | f7 pedone del bianco · d6 alfiere del nero · a5 pedone del nero · d5 alfiere del bianco · f5 re del bianco · a4 re del nero · c4 cavallo del bianco · f4 pedone del bianco · g4 donna del bianco · a3 pedone del nero · e3 pedone del bianco · a2 cavallo del bianco | f7 pedone del bianco · d6 alfiere del nero · a5 pedone del nero · d5 alfiere del bianco · f5 re del bianco · a4 re del nero · c4 cavallo del bianco · f4 pedone del bianco · g4 donna del bianco · a3 pedone del nero · e3 pedone del bianco · a2 cavallo del bianco | f7 pedone del bianco · d6 alfiere del nero · a5 pedone del nero · d5 alfiere del bianco · f5 re del bianco · a4 re del nero · c4 cavallo del bianco · f4 pedone del bianco · g4 donna del bianco · a3 pedone del nero · e3 pedone del bianco · a2 cavallo del bianco | f7 pedone del bianco · d6 alfiere del nero · a5 pedone del nero · d5 alfiere del bianco · f5 re del bianco · a4 re del nero · c4 cavallo del bianco · f4 pedone del bianco · g4 donna del bianco · a3 pedone del nero · e3 pedone del bianco · a2 cavallo del bianco | f7 pedone del bianco · d6 alfiere del nero · a5 pedone del nero · d5 alfiere del bianco · f5 re del bianco · a4 re del nero · c4 cavallo del bianco · f4 pedone del bianco · g4 donna del bianco · a3 pedone del nero · e3 pedone del bianco · a2 cavallo del bianco | 8 |
| 7 | f7 pedone del bianco · d6 alfiere del nero · a5 pedone del nero · d5 alfiere del bianco · f5 re del bianco · a4 re del nero · c4 cavallo del bianco · f4 pedone del bianco · g4 donna del bianco · a3 pedone del nero · e3 pedone del bianco · a2 cavallo del bianco | f7 pedone del bianco · d6 alfiere del nero · a5 pedone del nero · d5 alfiere del bianco · f5 re del bianco · a4 re del nero · c4 cavallo del bianco · f4 pedone del bianco · g4 donna del bianco · a3 pedone del nero · e3 pedone del bianco · a2 cavallo del bianco | f7 pedone del bianco · d6 alfiere del nero · a5 pedone del nero · d5 alfiere del bianco · f5 re del bianco · a4 re del nero · c4 cavallo del bianco · f4 pedone del bianco · g4 donna del bianco · a3 pedone del nero · e3 pedone del bianco · a2 cavallo del bianco | f7 pedone del bianco · d6 alfiere del nero · a5 pedone del nero · d5 alfiere del bianco · f5 re del bianco · a4 re del nero · c4 cavallo del bianco · f4 pedone del bianco · g4 donna del bianco · a3 pedone del nero · e3 pedone del bianco · a2 cavallo del bianco | f7 pedone del bianco · d6 alfiere del nero · a5 pedone del nero · d5 alfiere del bianco · f5 re del bianco · a4 re del nero · c4 cavallo del bianco · f4 pedone del bianco · g4 donna del bianco · a3 pedone del nero · e3 pedone del bianco · a2 cavallo del bianco | f7 pedone del bianco · d6 alfiere del nero · a5 pedone del nero · d5 alfiere del bianco · f5 re del bianco · a4 re del nero · c4 cavallo del bianco · f4 pedone del bianco · g4 donna del bianco · a3 pedone del nero · e3 pedone del bianco · a2 cavallo del bianco | f7 pedone del bianco · d6 alfiere del nero · a5 pedone del nero · d5 alfiere del bianco · f5 re del bianco · a4 re del nero · c4 cavallo del bianco · f4 pedone del bianco · g4 donna del bianco · a3 pedone del nero · e3 pedone del bianco · a2 cavallo del bianco | f7 pedone del bianco · d6 alfiere del nero · a5 pedone del nero · d5 alfiere del bianco · f5 re del bianco · a4 re del nero · c4 cavallo del bianco · f4 pedone del bianco · g4 donna del bianco · a3 pedone del nero · e3 pedone del bianco · a2 cavallo del bianco | 7 |
| 6 | f7 pedone del bianco · d6 alfiere del nero · a5 pedone del nero · d5 alfiere del bianco · f5 re del bianco · a4 re del nero · c4 cavallo del bianco · f4 pedone del bianco · g4 donna del bianco · a3 pedone del nero · e3 pedone del bianco · a2 cavallo del bianco | f7 pedone del bianco · d6 alfiere del nero · a5 pedone del nero · d5 alfiere del bianco · f5 re del bianco · a4 re del nero · c4 cavallo del bianco · f4 pedone del bianco · g4 donna del bianco · a3 pedone del nero · e3 pedone del bianco · a2 cavallo del bianco | f7 pedone del bianco · d6 alfiere del nero · a5 pedone del nero · d5 alfiere del bianco · f5 re del bianco · a4 re del nero · c4 cavallo del bianco · f4 pedone del bianco · g4 donna del bianco · a3 pedone del nero · e3 pedone del bianco · a2 cavallo del bianco | f7 pedone del bianco · d6 alfiere del nero · a5 pedone del nero · d5 alfiere del bianco · f5 re del bianco · a4 re del nero · c4 cavallo del bianco · f4 pedone del bianco · g4 donna del bianco · a3 pedone del nero · e3 pedone del bianco · a2 cavallo del bianco | f7 pedone del bianco · d6 alfiere del nero · a5 pedone del nero · d5 alfiere del bianco · f5 re del bianco · a4 re del nero · c4 cavallo del bianco · f4 pedone del bianco · g4 donna del bianco · a3 pedone del nero · e3 pedone del bianco · a2 cavallo del bianco | f7 pedone del bianco · d6 alfiere del nero · a5 pedone del nero · d5 alfiere del bianco · f5 re del bianco · a4 re del nero · c4 cavallo del bianco · f4 pedone del bianco · g4 donna del bianco · a3 pedone del nero · e3 pedone del bianco · a2 cavallo del bianco | f7 pedone del bianco · d6 alfiere del nero · a5 pedone del nero · d5 alfiere del bianco · f5 re del bianco · a4 re del nero · c4 cavallo del bianco · f4 pedone del bianco · g4 donna del bianco · a3 pedone del nero · e3 pedone del bianco · a2 cavallo del bianco | f7 pedone del bianco · d6 alfiere del nero · a5 pedone del nero · d5 alfiere del bianco · f5 re del bianco · a4 re del nero · c4 cavallo del bianco · f4 pedone del bianco · g4 donna del bianco · a3 pedone del nero · e3 pedone del bianco · a2 cavallo del bianco | 6 |
| 5 | f7 pedone del bianco · d6 alfiere del nero · a5 pedone del nero · d5 alfiere del bianco · f5 re del bianco · a4 re del nero · c4 cavallo del bianco · f4 pedone del bianco · g4 donna del bianco · a3 pedone del nero · e3 pedone del bianco · a2 cavallo del bianco | f7 pedone del bianco · d6 alfiere del nero · a5 pedone del nero · d5 alfiere del bianco · f5 re del bianco · a4 re del nero · c4 cavallo del bianco · f4 pedone del bianco · g4 donna del bianco · a3 pedone del nero · e3 pedone del bianco · a2 cavallo del bianco | f7 pedone del bianco · d6 alfiere del nero · a5 pedone del nero · d5 alfiere del bianco · f5 re del bianco · a4 re del nero · c4 cavallo del bianco · f4 pedone del bianco · g4 donna del bianco · a3 pedone del nero · e3 pedone del bianco · a2 cavallo del bianco | f7 pedone del bianco · d6 alfiere del nero · a5 pedone del nero · d5 alfiere del bianco · f5 re del bianco · a4 re del nero · c4 cavallo del bianco · f4 pedone del bianco · g4 donna del bianco · a3 pedone del nero · e3 pedone del bianco · a2 cavallo del bianco | f7 pedone del bianco · d6 alfiere del nero · a5 pedone del nero · d5 alfiere del bianco · f5 re del bianco · a4 re del nero · c4 cavallo del bianco · f4 pedone del bianco · g4 donna del bianco · a3 pedone del nero · e3 pedone del bianco · a2 cavallo del bianco | f7 pedone del bianco · d6 alfiere del nero · a5 pedone del nero · d5 alfiere del bianco · f5 re del bianco · a4 re del nero · c4 cavallo del bianco · f4 pedone del bianco · g4 donna del bianco · a3 pedone del nero · e3 pedone del bianco · a2 cavallo del bianco | f7 pedone del bianco · d6 alfiere del nero · a5 pedone del nero · d5 alfiere del bianco · f5 re del bianco · a4 re del nero · c4 cavallo del bianco · f4 pedone del bianco · g4 donna del bianco · a3 pedone del nero · e3 pedone del bianco · a2 cavallo del bianco | f7 pedone del bianco · d6 alfiere del nero · a5 pedone del nero · d5 alfiere del bianco · f5 re del bianco · a4 re del nero · c4 cavallo del bianco · f4 pedone del bianco · g4 donna del bianco · a3 pedone del nero · e3 pedone del bianco · a2 cavallo del bianco | 5 |
| 4 | f7 pedone del bianco · d6 alfiere del nero · a5 pedone del nero · d5 alfiere del bianco · f5 re del bianco · a4 re del nero · c4 cavallo del bianco · f4 pedone del bianco · g4 donna del bianco · a3 pedone del nero · e3 pedone del bianco · a2 cavallo del bianco | f7 pedone del bianco · d6 alfiere del nero · a5 pedone del nero · d5 alfiere del bianco · f5 re del bianco · a4 re del nero · c4 cavallo del bianco · f4 pedone del bianco · g4 donna del bianco · a3 pedone del nero · e3 pedone del bianco · a2 cavallo del bianco | f7 pedone del bianco · d6 alfiere del nero · a5 pedone del nero · d5 alfiere del bianco · f5 re del bianco · a4 re del nero · c4 cavallo del bianco · f4 pedone del bianco · g4 donna del bianco · a3 pedone del nero · e3 pedone del bianco · a2 cavallo del bianco | f7 pedone del bianco · d6 alfiere del nero · a5 pedone del nero · d5 alfiere del bianco · f5 re del bianco · a4 re del nero · c4 cavallo del bianco · f4 pedone del bianco · g4 donna del bianco · a3 pedone del nero · e3 pedone del bianco · a2 cavallo del bianco | f7 pedone del bianco · d6 alfiere del nero · a5 pedone del nero · d5 alfiere del bianco · f5 re del bianco · a4 re del nero · c4 cavallo del bianco · f4 pedone del bianco · g4 donna del bianco · a3 pedone del nero · e3 pedone del bianco · a2 cavallo del bianco | f7 pedone del bianco · d6 alfiere del nero · a5 pedone del nero · d5 alfiere del bianco · f5 re del bianco · a4 re del nero · c4 cavallo del bianco · f4 pedone del bianco · g4 donna del bianco · a3 pedone del nero · e3 pedone del bianco · a2 cavallo del bianco | f7 pedone del bianco · d6 alfiere del nero · a5 pedone del nero · d5 alfiere del bianco · f5 re del bianco · a4 re del nero · c4 cavallo del bianco · f4 pedone del bianco · g4 donna del bianco · a3 pedone del nero · e3 pedone del bianco · a2 cavallo del bianco | f7 pedone del bianco · d6 alfiere del nero · a5 pedone del nero · d5 alfiere del bianco · f5 re del bianco · a4 re del nero · c4 cavallo del bianco · f4 pedone del bianco · g4 donna del bianco · a3 pedone del nero · e3 pedone del bianco · a2 cavallo del bianco | 4 |
| 3 | f7 pedone del bianco · d6 alfiere del nero · a5 pedone del nero · d5 alfiere del bianco · f5 re del bianco · a4 re del nero · c4 cavallo del bianco · f4 pedone del bianco · g4 donna del bianco · a3 pedone del nero · e3 pedone del bianco · a2 cavallo del bianco | f7 pedone del bianco · d6 alfiere del nero · a5 pedone del nero · d5 alfiere del bianco · f5 re del bianco · a4 re del nero · c4 cavallo del bianco · f4 pedone del bianco · g4 donna del bianco · a3 pedone del nero · e3 pedone del bianco · a2 cavallo del bianco | f7 pedone del bianco · d6 alfiere del nero · a5 pedone del nero · d5 alfiere del bianco · f5 re del bianco · a4 re del nero · c4 cavallo del bianco · f4 pedone del bianco · g4 donna del bianco · a3 pedone del nero · e3 pedone del bianco · a2 cavallo del bianco | f7 pedone del bianco · d6 alfiere del nero · a5 pedone del nero · d5 alfiere del bianco · f5 re del bianco · a4 re del nero · c4 cavallo del bianco · f4 pedone del bianco · g4 donna del bianco · a3 pedone del nero · e3 pedone del bianco · a2 cavallo del bianco | f7 pedone del bianco · d6 alfiere del nero · a5 pedone del nero · d5 alfiere del bianco · f5 re del bianco · a4 re del nero · c4 cavallo del bianco · f4 pedone del bianco · g4 donna del bianco · a3 pedone del nero · e3 pedone del bianco · a2 cavallo del bianco | f7 pedone del bianco · d6 alfiere del nero · a5 pedone del nero · d5 alfiere del bianco · f5 re del bianco · a4 re del nero · c4 cavallo del bianco · f4 pedone del bianco · g4 donna del bianco · a3 pedone del nero · e3 pedone del bianco · a2 cavallo del bianco | f7 pedone del bianco · d6 alfiere del nero · a5 pedone del nero · d5 alfiere del bianco · f5 re del bianco · a4 re del nero · c4 cavallo del bianco · f4 pedone del bianco · g4 donna del bianco · a3 pedone del nero · e3 pedone del bianco · a2 cavallo del bianco | f7 pedone del bianco · d6 alfiere del nero · a5 pedone del nero · d5 alfiere del bianco · f5 re del bianco · a4 re del nero · c4 cavallo del bianco · f4 pedone del bianco · g4 donna del bianco · a3 pedone del nero · e3 pedone del bianco · a2 cavallo del bianco | 3 |
| 2 | f7 pedone del bianco · d6 alfiere del nero · a5 pedone del nero · d5 alfiere del bianco · f5 re del bianco · a4 re del nero · c4 cavallo del bianco · f4 pedone del bianco · g4 donna del bianco · a3 pedone del nero · e3 pedone del bianco · a2 cavallo del bianco | f7 pedone del bianco · d6 alfiere del nero · a5 pedone del nero · d5 alfiere del bianco · f5 re del bianco · a4 re del nero · c4 cavallo del bianco · f4 pedone del bianco · g4 donna del bianco · a3 pedone del nero · e3 pedone del bianco · a2 cavallo del bianco | f7 pedone del bianco · d6 alfiere del nero · a5 pedone del nero · d5 alfiere del bianco · f5 re del bianco · a4 re del nero · c4 cavallo del bianco · f4 pedone del bianco · g4 donna del bianco · a3 pedone del nero · e3 pedone del bianco · a2 cavallo del bianco | f7 pedone del bianco · d6 alfiere del nero · a5 pedone del nero · d5 alfiere del bianco · f5 re del bianco · a4 re del nero · c4 cavallo del bianco · f4 pedone del bianco · g4 donna del bianco · a3 pedone del nero · e3 pedone del bianco · a2 cavallo del bianco | f7 pedone del bianco · d6 alfiere del nero · a5 pedone del nero · d5 alfiere del bianco · f5 re del bianco · a4 re del nero · c4 cavallo del bianco · f4 pedone del bianco · g4 donna del bianco · a3 pedone del nero · e3 pedone del bianco · a2 cavallo del bianco | f7 pedone del bianco · d6 alfiere del nero · a5 pedone del nero · d5 alfiere del bianco · f5 re del bianco · a4 re del nero · c4 cavallo del bianco · f4 pedone del bianco · g4 donna del bianco · a3 pedone del nero · e3 pedone del bianco · a2 cavallo del bianco | f7 pedone del bianco · d6 alfiere del nero · a5 pedone del nero · d5 alfiere del bianco · f5 re del bianco · a4 re del nero · c4 cavallo del bianco · f4 pedone del bianco · g4 donna del bianco · a3 pedone del nero · e3 pedone del bianco · a2 cavallo del bianco | f7 pedone del bianco · d6 alfiere del nero · a5 pedone del nero · d5 alfiere del bianco · f5 re del bianco · a4 re del nero · c4 cavallo del bianco · f4 pedone del bianco · g4 donna del bianco · a3 pedone del nero · e3 pedone del bianco · a2 cavallo del bianco | 2 |
| 1 | f7 pedone del bianco · d6 alfiere del nero · a5 pedone del nero · d5 alfiere del bianco · f5 re del bianco · a4 re del nero · c4 cavallo del bianco · f4 pedone del bianco · g4 donna del bianco · a3 pedone del nero · e3 pedone del bianco · a2 cavallo del bianco | f7 pedone del bianco · d6 alfiere del nero · a5 pedone del nero · d5 alfiere del bianco · f5 re del bianco · a4 re del nero · c4 cavallo del bianco · f4 pedone del bianco · g4 donna del bianco · a3 pedone del nero · e3 pedone del bianco · a2 cavallo del bianco | f7 pedone del bianco · d6 alfiere del nero · a5 pedone del nero · d5 alfiere del bianco · f5 re del bianco · a4 re del nero · c4 cavallo del bianco · f4 pedone del bianco · g4 donna del bianco · a3 pedone del nero · e3 pedone del bianco · a2 cavallo del bianco | f7 pedone del bianco · d6 alfiere del nero · a5 pedone del nero · d5 alfiere del bianco · f5 re del bianco · a4 re del nero · c4 cavallo del bianco · f4 pedone del bianco · g4 donna del bianco · a3 pedone del nero · e3 pedone del bianco · a2 cavallo del bianco | f7 pedone del bianco · d6 alfiere del nero · a5 pedone del nero · d5 alfiere del bianco · f5 re del bianco · a4 re del nero · c4 cavallo del bianco · f4 pedone del bianco · g4 donna del bianco · a3 pedone del nero · e3 pedone del bianco · a2 cavallo del bianco | f7 pedone del bianco · d6 alfiere del nero · a5 pedone del nero · d5 alfiere del bianco · f5 re del bianco · a4 re del nero · c4 cavallo del bianco · f4 pedone del bianco · g4 donna del bianco · a3 pedone del nero · e3 pedone del bianco · a2 cavallo del bianco | f7 pedone del bianco · d6 alfiere del nero · a5 pedone del nero · d5 alfiere del bianco · f5 re del bianco · a4 re del nero · c4 cavallo del bianco · f4 pedone del bianco · g4 donna del bianco · a3 pedone del nero · e3 pedone del bianco · a2 cavallo del bianco | f7 pedone del bianco · d6 alfiere del nero · a5 pedone del nero · d5 alfiere del bianco · f5 re del bianco · a4 re del nero · c4 cavallo del bianco · f4 pedone del bianco · g4 donna del bianco · a3 pedone del nero · e3 pedone del bianco · a2 cavallo del bianco | 1 |
|   | a | b | c | d | e | f | g | h |   |

Soluzione:
1. Re4!  zugzwang
1... Axf4  2. Cd6 Axd6  3. Dd7#

1... Rb5  2. Dd7+ Rc5  3. Dc6#

1... Rb3  2. De2 Ra4  3. Cb6#